# Le Tour du monde en quatre-vingts jours
Pour les articles homonymes, voir Le Tour du monde en quatre-vingts jours (homonymie).
Le Tour du monde en quatre-vingts jours est un roman d'aventures de Jules Verne, publié en 1872.
Le roman raconte la course autour du monde d'un gentleman anglais, Phileas Fogg, qui a fait le pari d'y parvenir en quatre-vingts jours. Il est accompagné par Jean Passepartout, son fidèle domestique français. L'ensemble du roman mêle récit de voyage (traditionnel pour Jules Verne) et données scientifiques comme celle utilisée pour le rebondissement de la chute du roman.
Ce voyage extraordinaire est rendu possible grâce à la révolution des transports qui marque le XIXe siècle dans le contexte de la révolution industrielle. Le développement de nouveaux modes de transport (chemin de fer, bateau à vapeur) et l'ouverture du canal de Suez en 1869 raccourcissent les distances, ou du moins le temps nécessaire pour les parcourir.

## Historique
L'œuvre est d'abord parue en feuilleton dans Le Temps du 6 novembre au 22 décembre 1872, puis reprise en volume l'année suivante chez Hetzel à Paris.

## Résumé

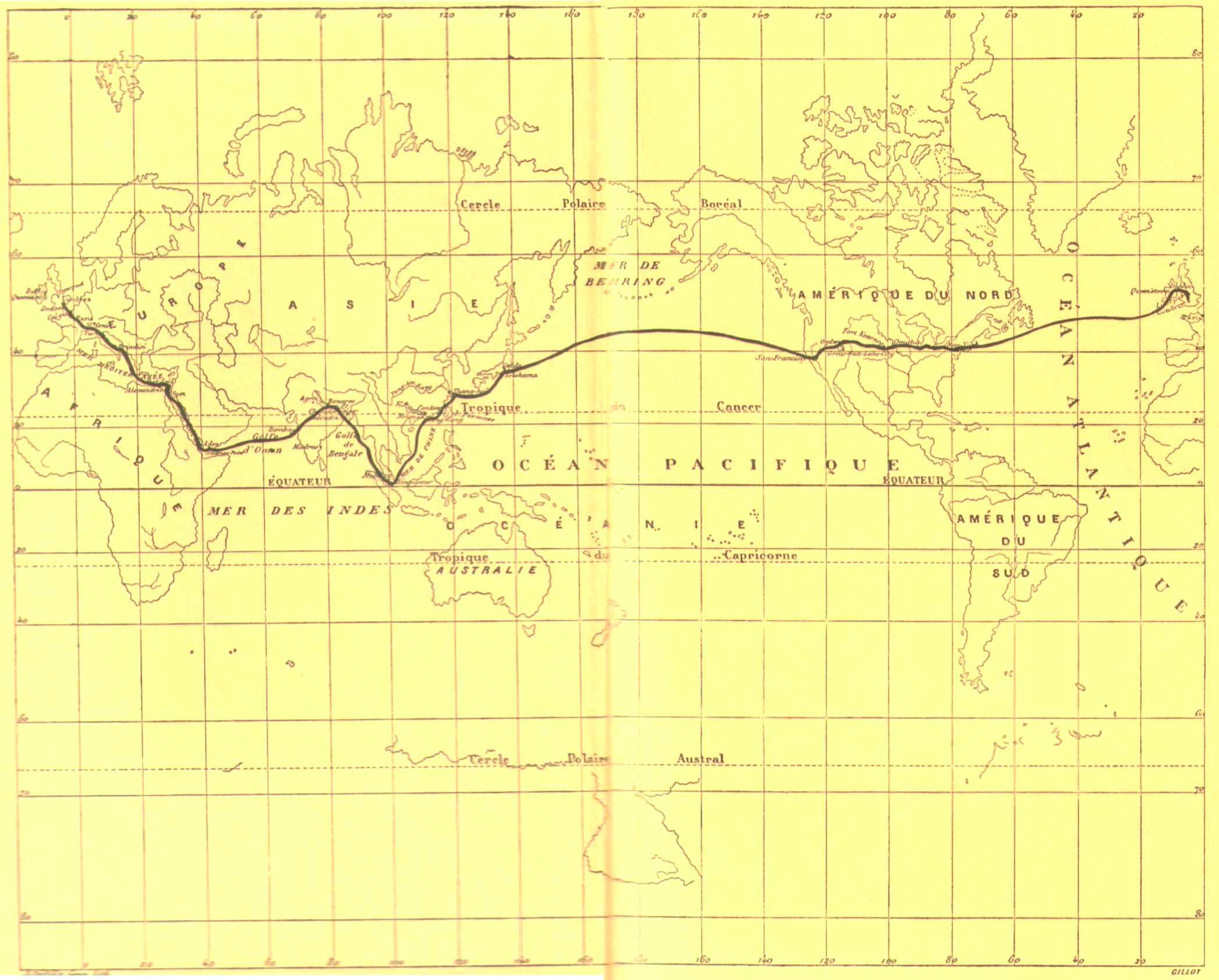
Carte du voyage de Phileas Fogg, illustration originale d'Alphonse de Neuville et de Léon Benett.

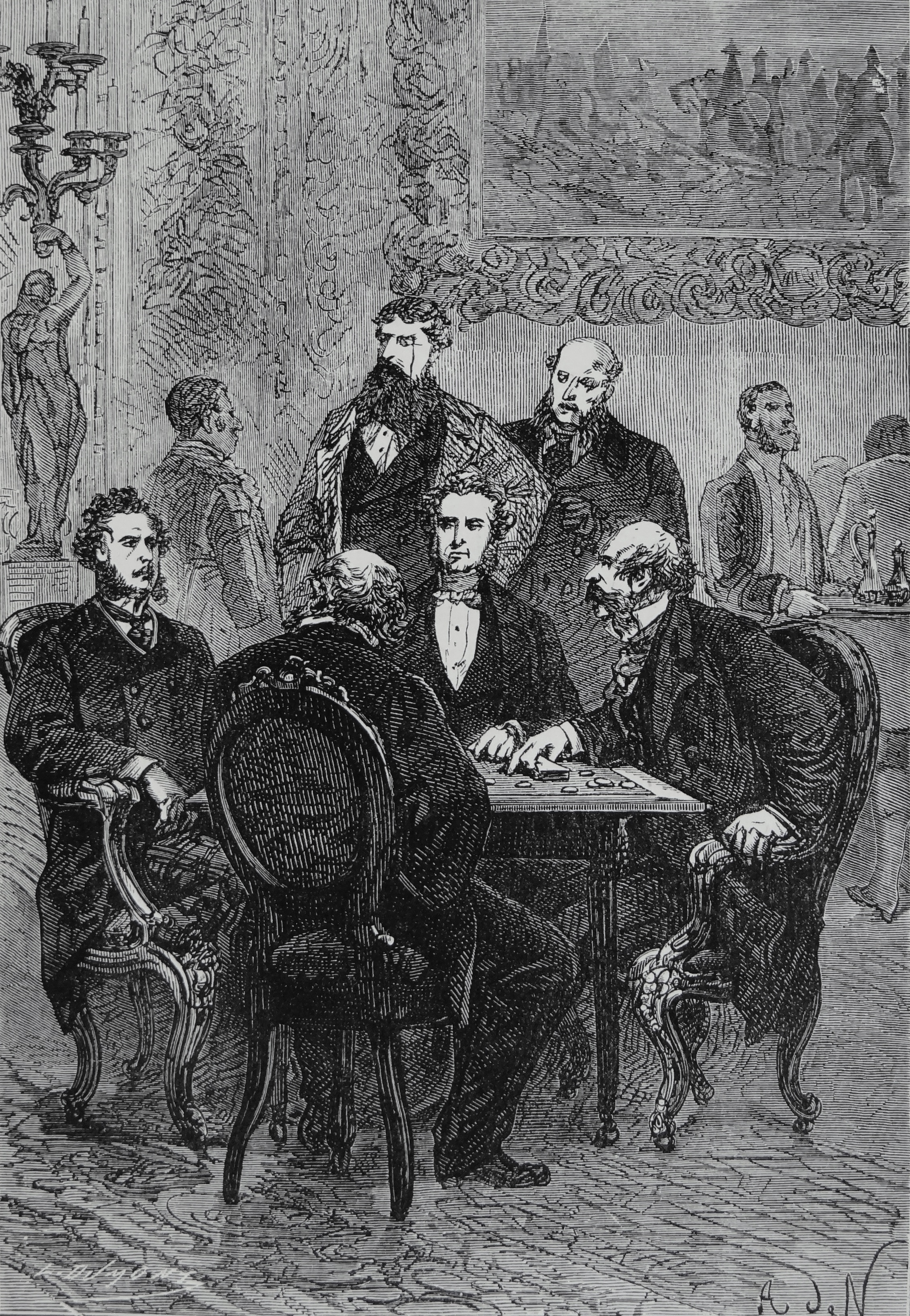
Le pari de Phileas Fogg.

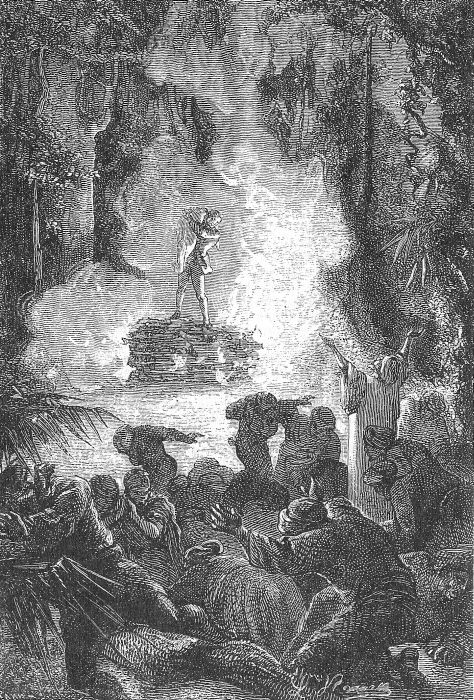
Le sauvetage de.

Phileas Fogg est un gentleman riche vivant une vie solitaire à Londres. Malgré sa richesse, sa vie est modeste et ses habitudes réglées avec une précision chirurgicale. On connaît très peu de sa vie, si ce n'est qu'il est membre du Reform Club, où il passe la plus grande partie de la journée. Après avoir congédié son valet James Forster, celui-ci lui ayant apporté de l'eau de rasage à une température légèrement plus basse que désirée, Fogg embauche le Français Jean Passepartout comme remplaçant.
Londres, 2 octobre 1872. Comme tous les jours, Phileas Fogg se rend au Reform Club. En feuilletant le journal, il apprend qu'il est possible d'accomplir le tour du monde en quatre-vingts jours. En effet, un article du Morning-Chronicle affirme qu’avec l’ouverture d’une nouvelle section de chemin de fer en Inde, il est désormais possible de faire le tour de la Terre en quatre-vingts jours, selon l’itinéraire suivant :
| Étape                    | Transport                 | Durée               |
| ------------------------ | ------------------------- | ------------------- |
| Londres – Suez           | Chemin de fer et paquebot | Sept jours          |
| Suez – Bombay            | Paquebot                  | Treize jours        |
| Bombay – Calcutta        | Chemin de fer et éléphant | Trois jours         |
| Calcutta – Hong Kong     | Paquebot                  | Treize jours        |
| Hong Kong – Yokohama     | Paquebot                  | Six jours           |
| Yokohama – San Francisco | Paquebot                  | Vingt-deux jours    |
| San Francisco – New York | Chemin de fer             | Sept jours          |
| New York – Londres       | Paquebot et chemin de fer | Neuf jours          |
| Total                    | Total                     | Quatre-vingts jours |

Une vive discussion s'engage à propos de cet article. Phileas Fogg parie 20 000 livres, la moitié de sa fortune, avec ses collègues du Reform Club qu'il réussira à achever ce tour du monde en quatre-vingts jours. Il part immédiatement, emmenant avec lui Jean Passepartout, son nouveau valet de chambre, un jeune Français débrouillard. Il quitte Londres à 20 h 45 le 2 octobre et doit donc être de retour à son club au plus tard à la même heure, quatre-vingts jours après, soit le 21 décembre 1872 à 20 h 45, heure locale.
Phileas Fogg est un maniaque de l'heure, qui aime agir de façon exacte et précise. Pour lui, « l'imprévu n'existe pas ». Mais le voyage va être semé d’embûches et de contretemps.
Le pari et le départ de Fogg font la une des journaux. La police se demande si Phileas Fogg est le fameux voleur qui vient de dévaliser la Banque d'Angleterre et qui chercherait à s'échapper. L'inspecteur Fix part à sa recherche et ne cessera de le poursuivre dans tous les pays traversés.
Phileas Fogg et Passepartout partent de Londres en train et utilisent ensuite différents moyens de transport, comme l'éléphant, une fois arrivés en Inde. En chemin, à travers les forêts indiennes, ils sauvent Mrs Aouda, une jeune veuve qui devait être brûlée vive comme le veut la coutume de la sati, au cours d'une cérémonie dédiée à la déesse Kali.
À Hong Kong, Fogg manque le paquebot mais Passepartout embarque à son bord. Ils finissent par se retrouver quelques jours plus tard au Japon, à Yokohama, dans un cirque où Passepartout s'était engagé comme acrobate.
Lorsque Phileas Fogg arrive à San Francisco, il tombe en pleine effervescence électorale, se fait un ennemi, le colonel Stamp W. Proctor, prend le train, y retrouve le colonel avec lequel il s'apprête à se battre en duel, lorsque le train est attaqué par les Sioux. Passepartout réussit à stopper le train emballé (les mécaniciens ayant été neutralisés par les assaillants) mais est fait prisonnier. Fogg réussit cependant à le libérer, aidé par quelques autres passagers. Hélas, entre-temps, le train a quitté la gare. Fogg, Passepartout, Fix et Mrs Aouda retiennent les services d'un traîneau à voile qui les conduit à toute vitesse, sur les étendues glacées, jusqu'à Omaha. De là, le groupe prend le train jusqu'à Chicago, puis New York d'où, malheureusement, le paquebot pour Liverpool vient à peine de partir.
Pressé par le temps, Phileas Fogg « emprunte » un bateau à vapeur pour arriver à temps en Angleterre du nord (le capitaine ne voulant pas le conduire à Liverpool, Phileas Fogg a acheté l'équipage). À court de charbon, Fogg achète le bâtiment et les matelots démontent tout ce qui est en bois pour l'utiliser comme combustible. Mais dès que Fogg débarque en Angleterre, Fix l’arrête, avant de le relâcher lorsqu'il découvre son erreur, le véritable voleur ayant été arrêté entre-temps. Ayant raté le train pour Londres, Fogg réquisitionne une locomotive et s'y fait conduire, mais y arrive cinq minutes trop tard. Pensant avoir perdu son pari, Phileas Fogg rentre chez lui, désormais ruiné. Le lendemain, lui et Mrs Aouda se déclarent leur amour ; Fogg envoie alors son domestique prévenir le révérend pour que son mariage avec Mrs Aouda ait lieu le lendemain. C'est chez le révérend que Passepartout se rend compte qu’ils ont en fait gagné vingt-quatre heures dans leur périple, en accumulant les décalages horaires ; ce qui fait qu'ils sont arrivés un jour en avance et qu'on est bien le 21 décembre. Il accourt prévenir son maître, qui se rend à toute vitesse au Reform Club et gagne finalement, de quelques secondes, son pari grâce à ce dernier imprévu.

## Personnages

### Personnages principaux
- Phileas Fogg : flegmatique, richissime et énigmatique gentleman londonien. Il mène une existence méticuleusement réglée, passant ses journées au Reform Club à lire le journal et à jouer au whist[2]. Son mot favori est l'adverbe mathématiquement, qui figure sept fois dans le livre.
- Jean Passepartout : domestique français de Phileas Fogg, âgé d'une trentaine d'années, qui l'accompagne dans son tour du monde. C'est un ancien gymnaste, au caractère diamétralement opposé à celui de son maître.
- Fix : policier britannique qui va poursuivre Phileas Fogg dans tous les pays traversés, croyant qu'il est l'auteur d'un vol de banque.
- Mrs Aouda : jolie jeune femme indienne. Sauvée du bûcher par Passepartout et Phileas Fogg, elle les accompagne jusqu'en Angleterre et finira par épouser le gentleman.

### Liste complète des personnages secondaires et leur rôle
- Lord Albermale : vieux paralytique pariant 5 000 livres sur Phileas Fogg, membre du Reform Club[3].
- William Batulcar : directeur d'une troupe de saltimbanques en tournée au Japon.
- John Bunsby : capitaine de la goélette Tankadère.
- Sir Francis Cromarty : brigadier-général britannique dans l'armée des Indes.
- Samuel Fallentin : banquier, membre du Reform Club, pariant sur l'échec de Phileas Fogg.
- Thomas Flanagan : brasseur, membre du Reform Club, pariant sur l'échec de Phileas Fogg.
- James Forster : garçon renvoyé par Fogg pour avoir apporté, pour sa barbe, de l'eau à 84 °Fahrenheit et non 86 °F.
- Elder William Hitch : prédicateur mormon[4].
- Jejeeh : oncle de la princesse Aouda.
- Kamerfield : candidat juge de paix à San Francisco et adversaire de Mandiboy.
- Kiouni : nom de l'éléphant acheté par Phileas Fogg.
- Lord Longsferry : ancien maître de Passepartout.
- Mandiboy : candidat juge de paix à San Francisco et adversaire de Kamerfield.
- Mudge : conducteur américain de traîneau.
- Juge Obadiah : juge condamnant Passepartout pour être entré dans une pagode sans avoir ôté ses chaussures.
- Oysterpuf : greffier du juge Obadiah.
- Colonel Stamp W. Proctor : le colonel qui combat Mr. Fogg sur le train.
- Révérend Décimus Smith : prédicateur mormon.
- Capitaine Andrew Speedy : capitaine de l'Henrietta, navire acheté par Phileas Fogg.
- Andrew Stuart : ingénieur, membre du Reform Club, pariant sur l'échec de Phileas Fogg.
- John Sullivan : banquier, membre du Reform Club, pariant sur l'échec de Phileas Fogg.
- Révérend Samuel Wilson : révérend qui doit bénir le mariage de Phileas Fogg et de la princesse Aouda.
- Gauthier Ralph : administrateur de la Banque d'Angleterre, membre du Reform Club, pariant sur l'échec de Phileas Fogg.

## Inspirations et influences
L'idée d'un voyage autour du monde en temps limité s'inscrit fortement dans le contexte de l'époque et était déjà populaire avant la publication du livre en 1872. Même le titre Le Tour du monde en quatre-vingts jours n'est pas l'invention de Jules Verne. Plusieurs sources ont été évoquées au fil des études sur le livre :
- Giovanni Francesco Gemelli Careri a rédigé un Giro Del Mondo en 1699, à l'issue de son tour du monde.
- Le voyageur grec Pausanias (IIe siècle apr. J.-C.) est l'auteur d'un récit traduit en français en 1797 sous le titre Voyage autour du monde.
- Jacques Arago, ami de l'écrivain, écrivit un Voyage autour du monde en 1853.

En 1872, Thomas Cook organisa le premier voyage touristique autour du monde, qui dura sept mois à partir du 20 septembre 1872. Le voyage fut l'objet d'une série de lettres publiées en 1873 : Letter from the sea and from foreign lands : descriptive of a tour round the world. Des études ont montré les points communs entre les deux récits, même si le voyage de Thomas Cook semble trop tardif pour avoir réellement influencé le romancier.
L'un des autres possibles inspirateurs du récit est l'homme d'affaires et voyageur américain George Francis Train, qui effectua quatre tours du monde, dont un en quatre-vingts jours en 1870. Tout comme le héros du roman, il loua un train entier et fut emprisonné. En 1890, il déclara ainsi lors d'une conférence : « J'ai fait quatre fois le tour du monde. Je suis le roi, l'argonaute du voyage rapide. Je suis le Phileas Fogg de Jules Verne : j'ai accompli le tour en quatre-vingts jours deux ans avant qu'il n'invente un héros réussissant cet exploit ».
Le premier tour du monde en moins de quatre-vingts jours est cependant postérieur au roman et est issu d'un concours entre deux journalistes (MM. Lucien Leroy et Henri Papillaud) lancé en 1889 : l'Américaine Elizabeth Bisland boucle son tour du monde en soixante-treize jours, alors que Nellie Bly, autre Américaine, porte le record à soixante-douze jours. Cette dernière le raconte dans son livre Le Tour du monde en 72 jours (Around the World in Seventy-Two Days en version originale), et Jules Verne la rencontre au cours de ce voyage en 1890. La même année, George Francis Train abaisse le record à soixante-sept jours.
Sur l'approche originale et argumentée d'un géographe universitaire suggérant une possible influence littéraire de L'Itinéraire de Paris à Jérusalem de Chateaubriand pour la construction psychologique du personnage de Phileas Fogg, lire Patrick Bilon, Chroniques du troisième monde - Tome 2 : Le retour de Dionysos. L'Itinéraire retrace le voyage en Orient du mémorialiste et de son domestique, Julien Potelin, en 1811 : « Pour nous résumer, alors que François-René de Chateaubriand suggéra à Jules Verne le caractère généreux d'un Phileas philobate, Julien Potelin lui inspira, selon moi, la part maniaco-dépressive d'un Fogg ocnophile. Il ne s'agissait pas là, dans cette singulière fusion, de partager le sceptre, mais de réunir les spectres, de fondre des caractères aussi dissemblables dans une seule chimère et de léguer à la postérité un extraordinaire Janus littéraire ».
Certaines péripéties trouvent aussi leur source dans le contexte de l'époque : une nouvelle d'Edgar Poe aurait inspiré l'épisode final du « jour supplémentaire » : La Semaine de trois dimanches publiée en 1841 et en France en 1862. Peu de temps avant, un tel épisode eu lieu réellement lors de la découverte de la Terre Adélie le 22 janvier 1840. Le journal de Dumont d'Urville, conserve en effet pour cet événement la date du 21 janvier 1840, car dans sa circumnavigation, en revanche d'Est en Ouest à travers le Pacifique sud, il avait négligé d'ajouter cette fois un jour en passant le 180e méridien le 14 octobre 1838. C'est seulement cinq mois après la découverte de la terre Adélie, à son retour en France, que la date correcte fut rétablie.
L'épisode du navire à vapeur Henrietta, qui brûle ses mâts et ses planches, faute de charbon, a un précédent réel : le navire Sirius avait fait de même en 1838, dans la course pour la première traversée de l'Atlantique entièrement à la vapeur. *
Pour ses descriptions de Yokohama, Jules Verne utilise l'ouvrage Le Japon illustré (Hachette, 1870) de Aimé Humbert.

## Thèmes abordés dans le roman
- La fidélité (entre autres au moment où Phileas Fogg renonce à son voyage pour aller au secours de Passepartout qui est fait prisonnier par les Sioux).
- L’importance de l’honneur et de la parole donnée (qu’on retrouve également dans Michel Strogoff).
- L’excentricité et le flegme (surtout pour le personnage de Phileas Fogg).
- La culture des peuples rencontrés (en particulier le sacrifice de Mrs Aouda avant qu’elle ne soit sauvée par Passepartout).
- La mesure des distances à parcourir en un temps limité (considérations sur la « diminution » des dimensions de la Terre).
- Le développement des transports en commun.

### Quand hier devient aujourd'hui

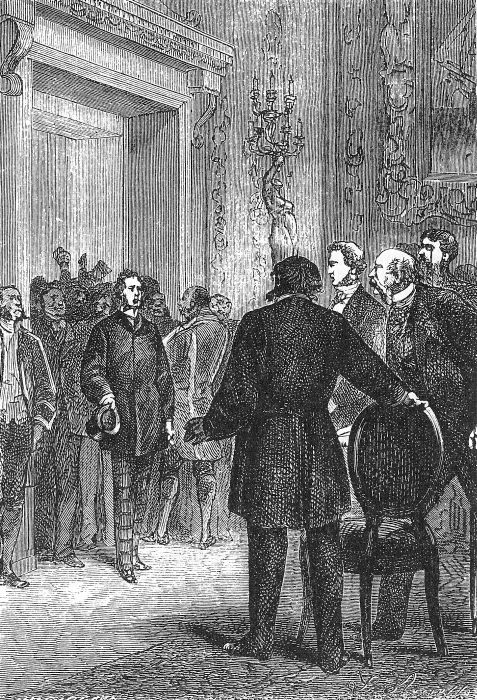
Fogg découvre qu'il a gagné un jour à son retour.

Au cours de ce voyage, Phileas Fogg et Passepartout vont employer « tous les moyens de transport, paquebots, railways, voitures, yachts, bâtiments de commerce, traîneaux, éléphant ».
Mais finalement, s'ils parviennent à tenir leur pari, c'est parce qu'en voyageant vers l'Est, ils ont gagné un jour sur leur calendrier, sans s'en apercevoir.
Dans sa relation de voyage sur la découverte de la Terre Adélie, le 20 janvier 1840, Dumont d'Urville avait également oublié de rajouter un jour en passant le méridien 180° par l'Est et antidata d'un jour les événements qui suivirent, ce qui inspira peut-être Jules Verne.
Edgar Poe avait déjà tiré parti de cette situation dans une nouvelle intitulée La Semaine de trois dimanches. Jules Verne la cite dans une communication sur le thème des méridiens et du calendrier, publiée en avril 1873 par la Société de géographie de Paris. La question était de savoir où se situait la ligne de changement de date, le méridien où, d'un côté, nous sommes aujourd'hui et, de l'autre, encore hier.
Au XXe siècle, l'écrivain italien Umberto Eco a également utilisé cette curiosité dans son roman L'Île du jour d'avant. Ce roman raconte l'histoire d'un homme qui fait naufrage sur une île du Pacifique située à la longitude exacte qui sépare hier d'aujourd'hui sur la Terre.

### Le Royaume-Uni, trafiquant d'opium
Quelques lignes du chapitre XIX condamnent sans appel le Royaume-Uni qui vend de l'opium aux Chinois, malgré les efforts du gouvernement chinois pour s'y opposer.

## Postérité

### Sport
Le trophée Jules-Verne, course de voilier autour du monde sans escale en est directement inspiré lors de sa création, quatre-vingts jours semblaient être une durée raisonnable.

### Adaptations

#### Longs-métrages

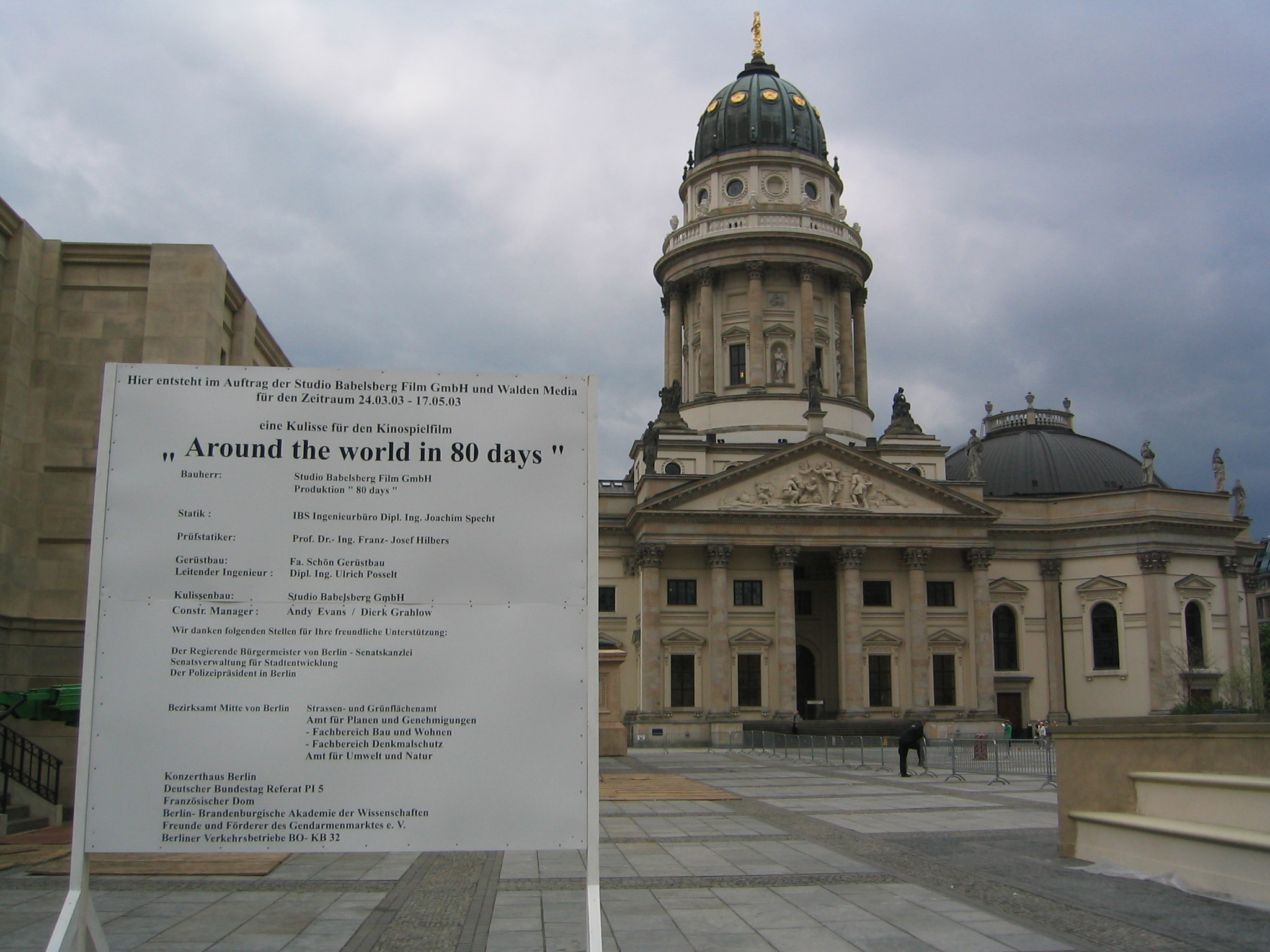
Tournage du film de Frank Coraci à Berlin en 2003

- 1956 : Le Tour du monde en quatre-vingts jours de Michael Anderson, produit par Michael Todd, avec David Niven, Cantinflas et Shirley MacLaine (Oscar du meilleur film). Des épisodes sont ajoutés, notamment durant la traversée de l'Europe : corrida et dirigeable.
- 1963 : The Three Stooges Go Around the World in a Daze avec Les Trois Stooges.
- 2004 : Le Tour du monde en quatre-vingts jours de Frank Coraci avec Jackie Chan, Steve Coogan et Cécile de France.

#### Dessins animés
- 1972 : Le Tour du monde en quatre-vingts jours (Around the World in 80 days), série d'animation australienne, réalisée par Leif Gram pour Air Programs International et diffusée pour la première fois en France en 1982 sur Antenne 2.
- 1981 : Le Tour du monde en quatre-vingts jours (La Vuelta al Mundo de Willy Fog), série d'animation nippo-espagnole, créée par Claudio Biern Boyd pour BRB Internacional.
- 2021 : Le Tour du monde en quatre-vingts jours, film d'animation français de Samuel Tourneux.

#### Télévision
- 1975 : Le Tour du monde en quatre-vingts jours, téléfilm en deux parties de Pierre Nivollet, avec Jean Le Poulain dans le rôle de Phileas Fogg.
- 1979 : Le Tour du monde en quatre-vingts jours, avec Roger Pierre dans le rôle de Passepartout.
- 1981 : Le Tour du monde en quatre-vingts jours, téléfilm de Serge Danot, diffusé en plusieurs parties, avec Jean Pellotier dans le rôle de Phileas Fogg.
- 1989 : Le Tour du monde en quatre-vingts jours, série télévisée de Buzz Kulik avec Pierce Brosnan, Eric Idle et Peter Ustinov.
- 2021 : Le Tour du monde en quatre-vingts jours (Around the World in 80 Days), série télévisée franco-germano-italienne de Steve Barron avec David Tennant, Leonie Benesch, Ibrahim Koma et Shivani Ghai.

#### Théâtre
- 1874 : Le Tour du monde en quatre-vingts jours, pièce de théâtre de Jules Verne et Adolphe Dennery.
- 1946 : Around the world (musical extravaganza), comédie musicale, adaptation et mise en scène d'Orson Welles, paroles et musique de Cole Porter, avec Mary Healy, Arthur Margetson, Stefan Schnabel, Adelphi theatre New York.
- 1987 : Le Tour du monde en quatre-vingts jours, comédie musicale sur un livret de Jean-Marie Lecoq, musique de Louis Dunoyer de Segonzac.
- 2006 : Le Tour du monde en quatre-vingts jours, adaptation de Sébastien Azzopardi et Sacha Danino, créée le 10 mai 2006 au Lucernaire à Paris, dans une mise en scène de Sébastien Azzopardi, avec Yan Mercœur, Gilles-Vincent Kapps, Alexandre Guilbaud, Romain Canard et Elisa Sergent ou Réjane Lefoul. Prix Charles Oulmont 2006 (Compagnie Sébastien Azzopardi) ; nomination au Raimu de la Comédie 2006 pour la mise en scène, prix du Public au Festival d'Angers 2007.
- 2019 : Le Tour du Monde en 80 Jours, Le Musical de Ludovic-Alexandre Vidal et Julien Salvia, production originale avec notamment Guillaume Sentou, Harold Simon, Clémence Bouvier, Guillaume Beaujolais Théâtre Mogador.

#### Bande dessinée
- 1976 : Le Tour du monde en 80 jours, scénario et dessins de Ramón De La Fuente, Nathan, collection Les œuvres célèbres en BD.
- 1980 : Le Tour du monde en 80 jours, scénario et dessins d'Yvon Le Gall, avec la collaboration d'Yvette Métral, éditions du chat perché Flammarion, collection ma lanterne magique.
- 2013 : Le Tour du monde en 80 jours, scénario de Loïc Dauvillier et dessins d'Aude Soleilhac, Delcourt, collection Ex-Libris.
- 2016 : Le Tour du monde en 80 jours, scénario et dessins de Chrys Millien, Glénat, collection Les Grands Classiques de la littérature en bande dessinée.

#### Jeu vidéo
- 2005 : 80 jours, un jeu d'aventure développé par Frogwares et édité par Focus Home Interactive.
- 2014 : 80 Days, un jeu pour smartphones développé par Inkle.

#### Littérature
- 1980 : Le tour du jour en quatre-vingts mondes, Julio Cortázar.
- 2004 : L'autre voyage de Phileas Fogg, Philip José Farmer.

#### Gastronomie
- 2013 : À table avec Jules Verne - Le Tour du monde de Phileas Fogg en 80 recettes, Kilien Stengel, Agnès Viénot, collection À Table avec.